# 장문포 해전
장문포 해전(長門浦海戰)은 1594년 11월 12일(음력 10월 1일)부터 12월 29일(음력 11월 18일)까지 진행된 전투로서, 정유재란 이전의 마지막 전투이다.

## 개요
일본군이 적극적으로 교전을 회피하여 싸움다운 싸움이 벌어지지도 않았다. 장문포 해전은 당시 하삼도 감독을 위해 내려와 있던 체찰사 윤두수가 경상우수사 원균의 건의를 받아 독단적으로 수군과 육군이 일본군을 협공한다는 작전을 독단적으로 진행한 것이었는데, 이를 알게 된 류성룡이 작전 중지를 명령하는 장계를 내려보냈지만 이미 그 시점에서 작전이 시작된 뒤였다.
11월 12일(음력 10월 1일) 이순신이 장문포에 머물다 영등포로 이동하여 싸움을 걸었다. 그러나 일본군은 이에 응하지 않고 싸움을 피했다.
11월 15일(음력 10월 4일) 곽재우와 김덕령이 상륙하여 싸움을 걸고 이순신은 함포사격을 가해 일본 배 두 척을 침몰시켰다. 그러나 일본군이 역시 싸움을 피했다. 조선군은 칠천량으로 회두하여 거기서 정박했다.
12월 28일(음력 11월 17일) 다시 장문포를 공격했으나 일본군은 명나라와 강화회담이 진행 중이니 싸울 수 없다는 말만 남기도 도망가 버렸다. 결국 조선군은 한 달 보름 동안 수행한 작전에서 아무런 소득도 얻지 못하고 한산도 통제영으로 복귀했다. 독단적으로 작전을 진행한 윤두수는 책임을 지고 체직되었다. 한편 이 전투는 김덕령이 참전한 유일한 대형 전투로서, 김덕령은 얼마 뒤 이몽학의 난에 연루되어 더 이상의 활약을 하지 못하고 무고한 죽음을 맞게 되었다.